# Instituto de Racionalización y Normalización
El Instituto de Racionalización y Normalización (IRANOR) fue creado en 1935 por el Consejo Superior de Investigaciones Científicas y bajo el patronato Juan de la Cierva[cita requerida], pero la guerra civil truncó su actividad hasta 1946.

## Objetivos
IRANOR comenzó a editar las primeras normas españolas bajo las siglas UNE, las cuales eran concordantes con las prescripciones internacionales.
A partir de 1986 las actividades de normalización y certificación N+C recaen en España, en la entidad privada AENOR.